# Radoslav Štefančík
Radoslav Štefančík (ur. 8 lipca 1976 w Breznie) – słowacki politolog.

## Życiorys
W 2002 r. ukończył studia na Wydziale Filozoficznym Uniwersytetu Preszowskiego (politologia oraz język i literatura niemiecka). Wsparcie Fundacji Konrada Adenauera pozwoliło mu odbyć studia podyplomowe na Uniwersytecie Friedricha Schillera w Jenie. Studia doktoranckie ukończył w Katedrze Politologii na Wydziale Relacji Międzynarodowych Wyższej Szkoły Ekonomicznej w Pradze, wydając rozprawę pt. Politické aspekty migrácie v Českej republike a na Slovensku. Habilitował się w roku 2016 na Wydziale Filozoficznym Uniwersytetu Pavla Jozefa Šafárika w Koszycach.

## Wybrana twórczość
- Nemecko-slovenský, slovensko-nemecký slovník politickej terminológie (2004)
- Uvažovanie o politike (nielen) v nemecky hovoriacom prostredí (2012)
- Deutsch als Fremdsprache für Studierende der Politikwissenschaft (2013)
- Spoveď kritického občana: žijeme v období zdanlivej demokracie (2016)
- Jazyk a politika. Jazyk politiky v konfliktnej štruktúre spoločnosti (współautorstwo, 2017)
- Financovanie politických strán na príklade Nemecka, Rakúska a Švajčiarska. Výzva pre Slovensko? (2017)
- Jazyk pravicového extrémizmu (współautorstwo, 2019)
- Christlich-demokratische Parteien in der Slowakei. Eine neue Perspektive (2019)